# 袋井宿

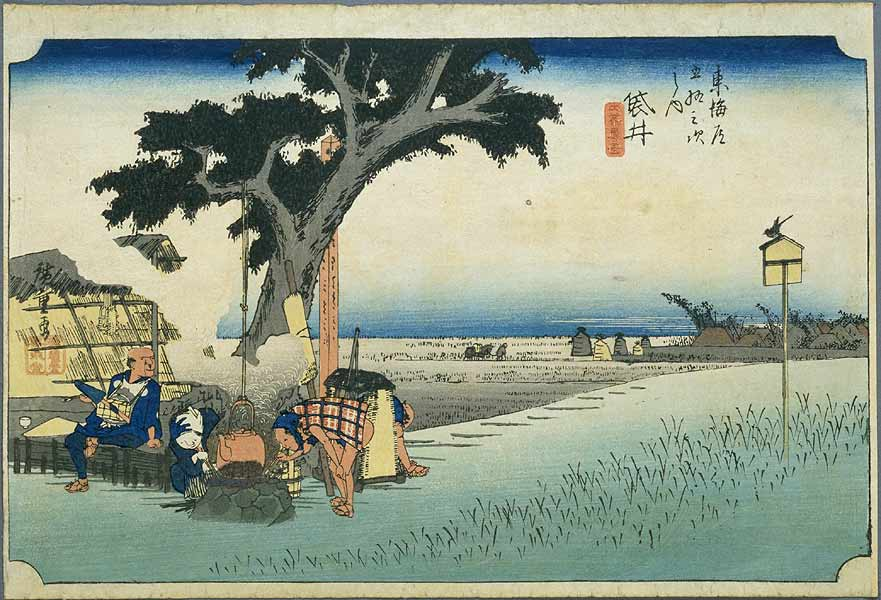
歌川広重『東海道五十三次・袋井』

袋井宿（ふくろいしゅく、ふくろいじゅく）は、旧東海道の宿場で、東海道五十三次の宿場の数では江戸から数えても京から数えても27番目で中間点にあたる。当初、掛川宿からは見附宿や浜松宿が次の宿場だったが、掛川～見附間が比較的長距離であり、また中間付近にある原野谷川が度々氾濫し交通が途絶したため、他の宿場より少し遅れて元和2年（1616年）までに整備された。
現在の静岡県袋井市中心部にあたる。周辺に遠州三山をはじめ歴史ある寺や神社が点在し、それらのいわば門前町の形で栄えた。

## 最寄り駅
- JR東海道本線 袋井駅

## 史跡・みどころ
- 遠州三山：法多山尊永寺、医王山油山寺、萬松山可睡斎久野城城跡　東海道付近で行われる三社合同の例大祭である袋井祭り

## 隣の宿
東海道
掛川宿 - 袋井宿 - 見附宿